# ロスティスラブ (戦艦)
| 竣工時の本艦       | |
| 艦歴               | |
| 発注               | ニコライエフ造船所 |
| 起工               | 1895年 |
| 進水               | 1896年9月 |
| 就役               | 1898年 |
| 退役               | |
| その後             | 1920年座礁後、解体となる。 |
| 除籍               | 1918年 |
| 前級               | ペトロパブロフスク級 |
| 次級               | ペレスヴェート級 |
| 性能諸元（竣工時） | |
| 排水量             | 常備：8,880トン |
| 全長               | 107.23m -m（水線長） |
| 全幅               | 20.73m |
| 吃水               | 6.71m |
| 機関               | 型式不明石炭専焼円缶8基 +直立3段膨張式レシプロ2基2軸推進 |
| 最大出力           | 8,700hp |
| 最大速力           | 15.6ノット |
| 航続距離           | 10ノット/3,000海里 |
| 燃料               | 800トン（石炭） |
| 乗員               | 650名 |
| 兵装               | 1891年型 25.4cm（45口径）連装砲2基 1892年型 15.2cm（45口径）連装砲4基 オチキス 47mm機砲12基 オチキス 37mm機砲16基 45.7cm水上魚雷発射管単装4門、同水中魚雷発射管単装2門 |
| 装甲（鉄製）       | 舷側：127～356mm 甲板：51～66mm 主砲塔：254mm（最厚部） 主砲バーベット：254～305mm 副砲塔：127mm（最厚部） 司令塔：152mm                                               |

ロスティスラブ (Rostislav) は、ロシア帝国海軍が建造した前弩級戦艦である。黒海艦隊用として前級「シソイ・ヴェリキー」に引き続き1隻のみつくられた艦であるが、武装を一新して新たに設計された艦である。設計には同世代の「ペトロパブロフスク級」をタイプシップに採り、副武装の搭載形式をフランス式の砲塔に搭載する方式を採用しているため外観が酷似している。

## 艦形と武装

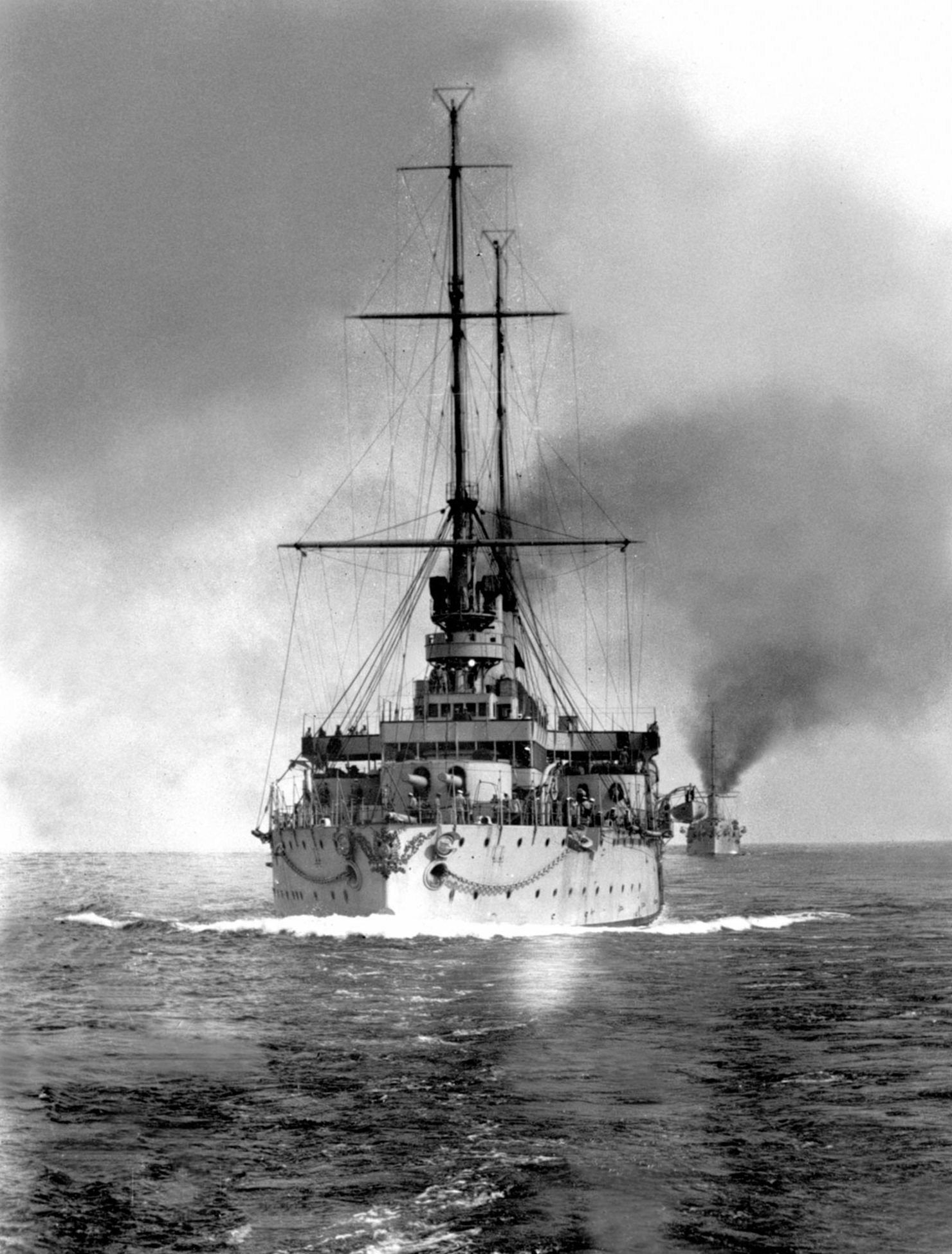
艦首から撮られた本艦。フランス式の副武装を砲塔にまとめた事により首尾線方向に25.4cm砲2門、15.2cm砲4門が指向できた。

本艦は当時の主流である平甲板型船体で、艦首水面下に衝角を持ち、艦首甲板から前部甲板上に「1891年型 25.4cm（45口径）砲」を連装砲砲塔に収め、厚さ254mmにもなる装甲が張られた1基を配置。
その真後ろから艦橋構造が始まり、司令塔を下部に組み込んだ箱形艦橋で両側に船橋（ブリッジ）を持っていた。その背後に中部に装甲で覆われた見張り所が設けられたミリタリー・マストで47mm砲や37mm砲が配置された前部単脚檣が1本立ち、その後部から機関区が始まり、断面が円形の2本の煙突を直列に配置している。煙突の周囲には艦内への吸気用として煙管型の通風筒が片舷4本ずつの計8本が立つ。煙突の周囲は艦載艇置き場となっており、後部単脚檣の基部に1基ずつついたジブ・クレーンにより運用される。
2番煙突の後部に後部単脚檣と後部艦橋が配置され、その後ろは後ろ向きに連装砲1基が配置された。副砲の15.2cm砲は連装砲塔に収められ、4基が1番煙突の両脇と後部単脚檣の両脇に前後に左右2基ずつ配置された。この武装配置により前後方向に最大25.4cm砲2門、15.2砲4門が指向でき、左右方向に最大25.4cm砲4門、15.2cm砲4門を指向できた。

## 主砲、その他の武装
本艦の主砲には「1891年型 25.4cm（45口径）砲」を採用した。その性能は225.2kgの砲弾を仰角35度で16,836mの射程を得られた。俯仰能力は仰角35度・俯角5度である。旋回角度は首尾線方向を0度として左右135+度の旋回角度を持っていた。発射速度は毎分1発であった。
副砲には前級に引き続き「1892年型 15.2cm（45口径）砲」を採用した。その性能は41.4kgの砲弾を仰角20度で11,520mという射程を得られた。俯仰能力は仰角20度・俯角6度である。旋回角度は開放状態であれば135度の旋回角度を持っていたが上部構造物のために実際は旋回角に制限があった。砲の動力は主に蒸気機関と補助に人力を必要とし、発射速度は1発あたり1分を必要とした。

## 参考図書
- 「世界の艦船増刊第35集　ロシア／ソビエト戦艦史」(海人社)
- 「Conway All The World's Fightingships 1860-1905」（Conway）